# Різанина у Вассі
48°29′56″ пн. ш. 4°56′58″ сх. д. / 48.498944444444° пн. ш. 4.9494166666667° сх. д.
Різанина у Вассі (фр. Le massacre de Wassy) — масове вбивство католиками французьких протестантів у містечку Вассі в Шампані, що сталося 1 березня 1562 року. Після цієї події розпочалися Гугенотські війни, що тривали до прийняття Нантського едикту в 1598 році.

## Передісторія
У перші роки царювання Карла IX правила Францією королева-мати Катерина, яка проводила політику релігійного примирення. Це передбачало розширення прав гугенотів і обмеження впливу родини де Ґізів, яка очолювала ультракатолицьку партію. У січні 1562 року було опубліковано Сен-Жерменський едикт, який вперше дозволяв гугенотам відправляти їх культ, але тільки за межами міських стін і не в дні католицьких свят, і зобов'язував їх залишити захоплені раніше католицькі храми.
Але едикт справив ефект, зворотний очікуваному. Католики були обурені ідеєю компромісу як такого; Паризький парламент відмовився ратифікувати едикт. Гугеноти ж вважали зроблені ним поступки недостатніми і продовжували захоплення храмів і проведення своїх служб у містах. У цій ситуації навіть незначне зіткнення могло стати приводом до масштабної громадянської війни.

## Події у Вассі
1 березня 1562 року Франсуа де Гіз проїжджав через містечко Вассі на території своїх володінь. Він повертався з Жуанвіля, де відвідав свою матір; його супроводжував озброєний загін. У Вассі герцог хотів відстояти месу, але з'ясувалося, що в клуні поруч з церквою зібралися близько тисячі місцевих гугенотів. Це було безумовним порушенням Сен-Жерменського едикту.
Оскільки кожна зі сторін релігійного протистояння в подальшому використовувала події у Вассі в своїй пропаганді, щоб продемонструвати нетерпимість і несприйнятливість до розумних доводів іншої сторони, єдиної думки про те, що трапилося немає. Гугеноти стверджували, що люди Ґіза, дізнавшись про збори в клуні, тут же атакували беззбройних і неготових до опору " єретиків ". За даними ж католиків, гугеноти навмисно провокували Ґіза і його свиту, організувавши спів псалмів безпосередньо перед входом до церкви, а у відповідь на вимогу герцога дотримуватися едикту почали ображати його і кидати каміння. Один з каменів потрапив Ґізу в обличчя. Тоді його люди атакували порушників порядку. У подальшій сутичці було вбито більше п'ятдесяти гугенотів і ще не менше ста були поранені.

## Наслідки
Після різанини де Ґіза зустріли в Парижі як національного героя. З іншого боку гугенотська пропаганда поклала на герцога всю провину за кровопролиття; два вождя протестантської партії, Конде і Коліньї, вже протягом березня об'єднали свої загони на південь від Парижа. Королева-мати була змушена укласти союз з Ґізамі і скасувати Сен-Жерменський едикт. Почалася Перша гугенотська війна.
Франсуа де Ґіз прожив після різанини у Вассі менше року: 24 лютого 1563 року він загинув від кулі гугенота Польтро де Мері.